# Быкова, Тамара Владимировна
Тама́ра Влади́мировна Бы́кова (21 декабря 1958, Азов, СССР) — советская легкоатлетка, первая чемпионка мира в прыжках в высоту (1983). Многократная чемпионка СССР, 4-кратная рекордсменка мира, первая советская прыгунья, преодолевшая двухметровый рубеж и поднявшая потолок рекорда СССР на 9 сантиметров. Её рекорд (2.05) простоял двадцать лет и был побит Еленой Слесаренко, прыгнувшей 2.06 на Олимпийских играх в Афинах 30 мая 2004 года.
Заслуженный мастер спорта СССР (1983).

## Биография
Проявила способности к лёгкой атлетике в школе. Окончив восемь классов, поступила в спортивный интернат. Там выполнила нормативы первого разряда и мастера спорта. Тренер — Владимир Тимофеевич Прохоров.
Первый рекорд (СССР) установила в 1980 году (197 см). Участница Олимпийских игр 1980 года в Москве.
В 1983 году победила на Универсиаде в Эдмонтоне (Канада). В 1983 году стала чемпионкой мира. В том же году установила три мировых рекорда: рекорд в помещении 203 см в Будапеште 6.03.1983, рекорд мира 203 см в Лондоне 21.08.1983, рекорд мира 204 см в Пизе (Италия) 25.08.1983.
В Олимпийский играх 1984 года в Лос-Анджелесе участия не принимала из-за бойкота их Советским Союзом, однако в 1984 году установила ещё один мировой рекорд 205 см в Киеве 22.06.1984.
В августе 1987 года попала в автоаварию — когда за рулём её «Волги» был тренер Евгений Загорулько, машина упала с обрыва, перевернувшись несколько раз. Авария привела к сотрясению мозга и деформации позвоночника. Несмотря на это, Быкова через несколько дней приняла участие в чемпионате мира, уступив только установившей мировой рекорд Стефке Костадиновой.
Завершила карьеру после чемпионата мира 1991 года, где заняла 7 место.
В 2020 году из-за коронавируса перенесла поражение 75 % лёгких.
Дети Ян и Настасья.